# Isabella Preston

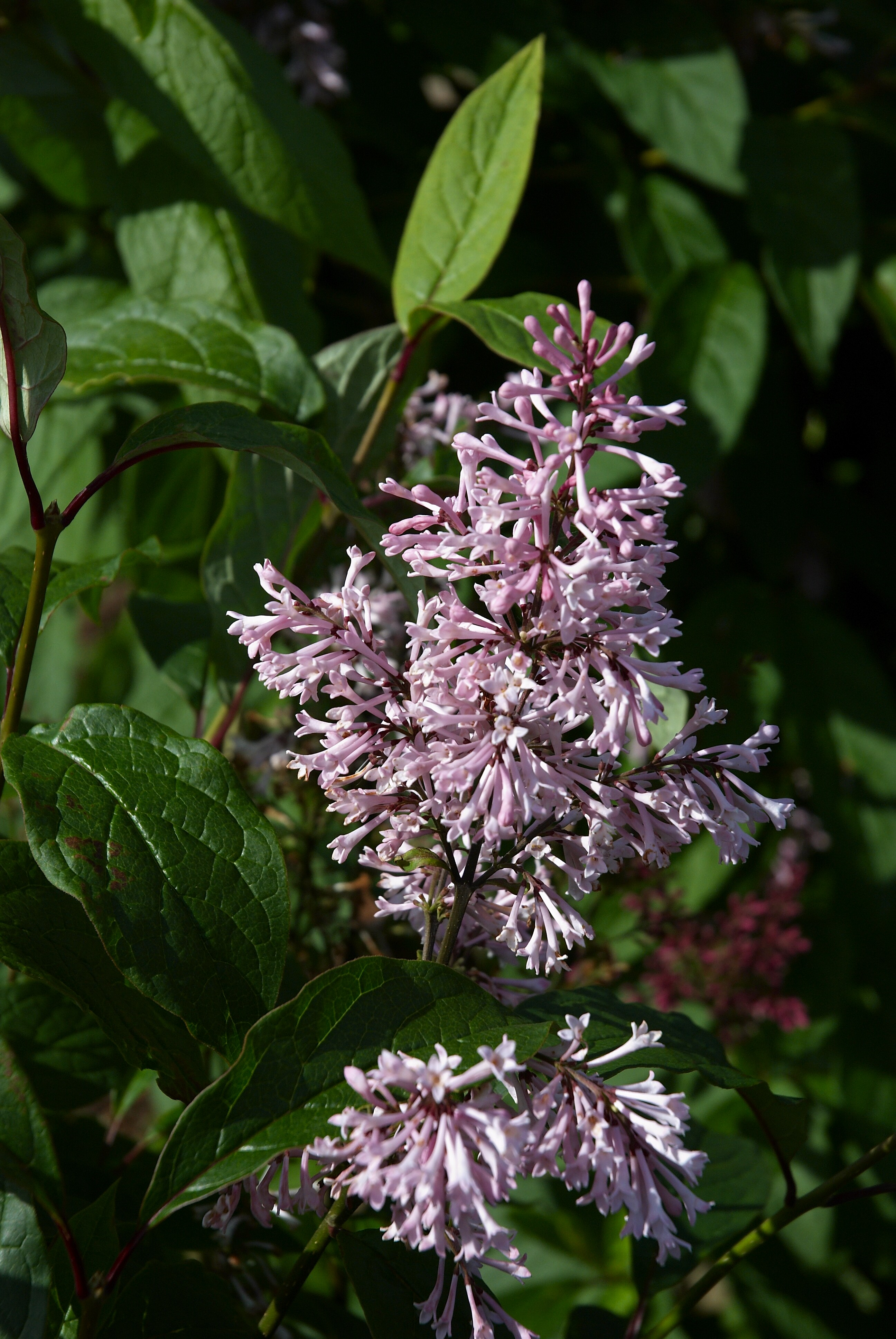
Die hybride Fliederart, "Syringa prestoniae", die nach Isabella Preston benannt wurde

Isabella Preston (* 4. September 1881 in Lancaster, England; † 31. Januar 1965 in Georgetown, Ontario) war eine kanadische Botanikerin und Autorin. Sie ist für ihre Leistungen in der Pflanzenhybridisierung und ihre umfangreichen Arbeiten in der Zierpflanzenzüchtung bekannt. 

## Leben und Werk
Preston wurde als jüngstes von fünf Kindern in England geboren, wo ihr Vater als Silberschmied arbeitete. Als Kind besuchte sie ein Internat in Liverpool und studierte später an der University of London. Sie arbeitete schon in jungen Jahren im Garten und half ihrem Vater auf der Familienfarm. Ihre einzige formale Ausbildung im Gartenbau erhielt sie durch einen Kurs am Swanley Horticulture College in Kent, den sie vor ihrer Auswanderung 1912 abschloss. Sie emigrierte mit ihrer Schwester Margaret nach dem Tod ihrer Mutter nach Kanada, wo Margaret eine Stelle als Musiklehrerin in Guelph, Ontario annahm. Preston fand ihren ersten Job in Guelph, wo sie auf einer Obstfarm Pflaumen, Pfirsiche und Himbeeren pflückte. Sie schrieb sich im selben Jahr als eine der wenigen Frauen am Ontario Agricultural College (heute University of Guelph) ein, um Pflanzenzüchtung zu studieren. In ihrem ersten Jahr wechselte sie von einem theoretischen Studium zu einer praktischen Arbeit unter der Aufsicht von James W. Crow, dem damaligen Leiter der Abteilung für Gartenbau. 1913 stellte Crow sie in Vollzeit ein für die Arbeit in Gewächshäusern. Während des Ersten Weltkriegs konzentrierten sich die Pflanzenzüchter verstärkt auf Obst- und Gemüsepflanzen, da die Regierung eine Steigerung der Produktion forderte, um das Militärpersonal zu ernähren. Dies führte zu einer Nachfrage nach schnell reifenden Früchten und höheren Ernteerträgen. Preston arbeitete an der Züchtung von Früchten, die schnell reiften und resistenter gegen Insekten und Krankheiten waren. 

## George C. Creelman Lilie

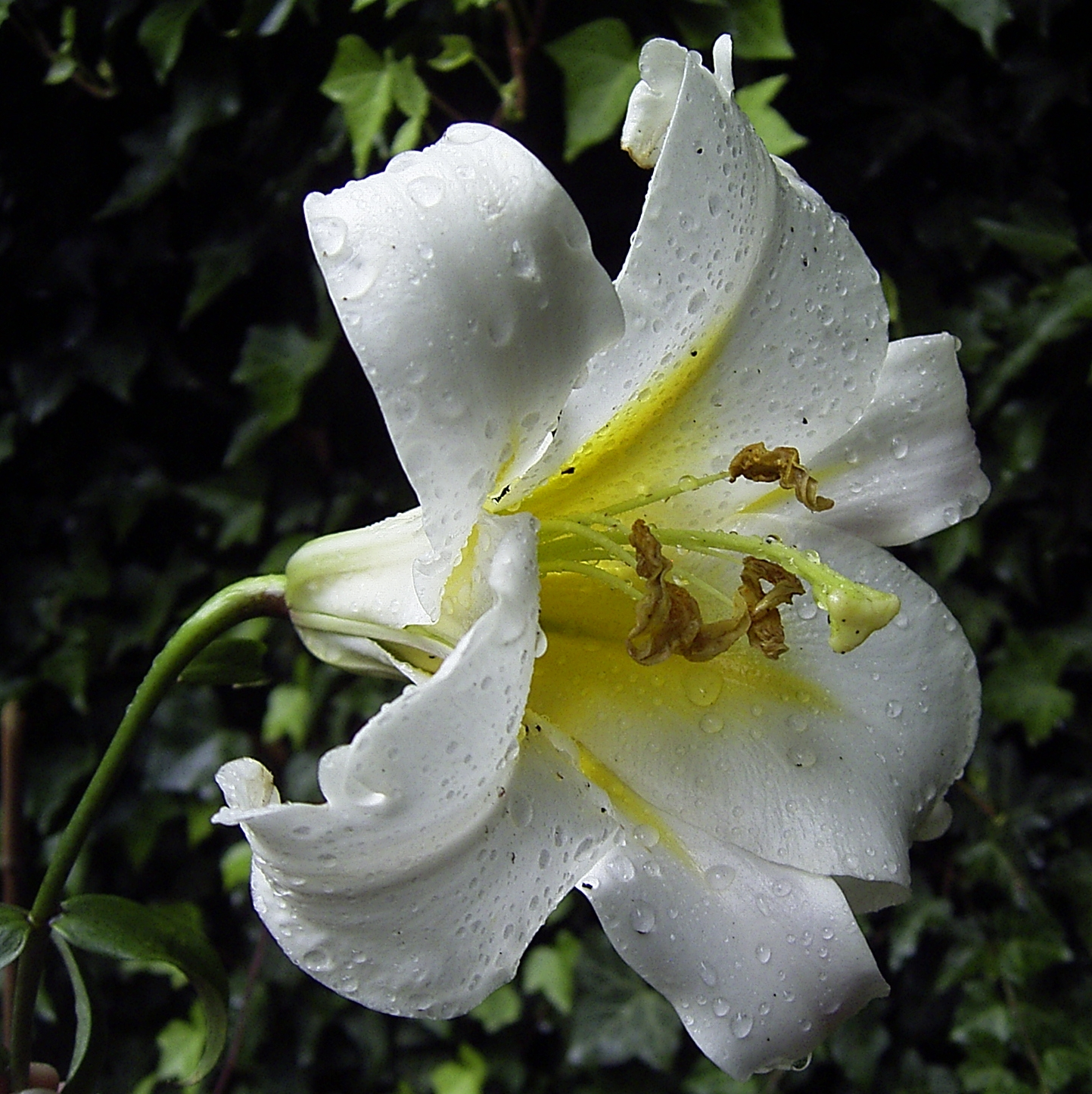
LiliumSargentiae

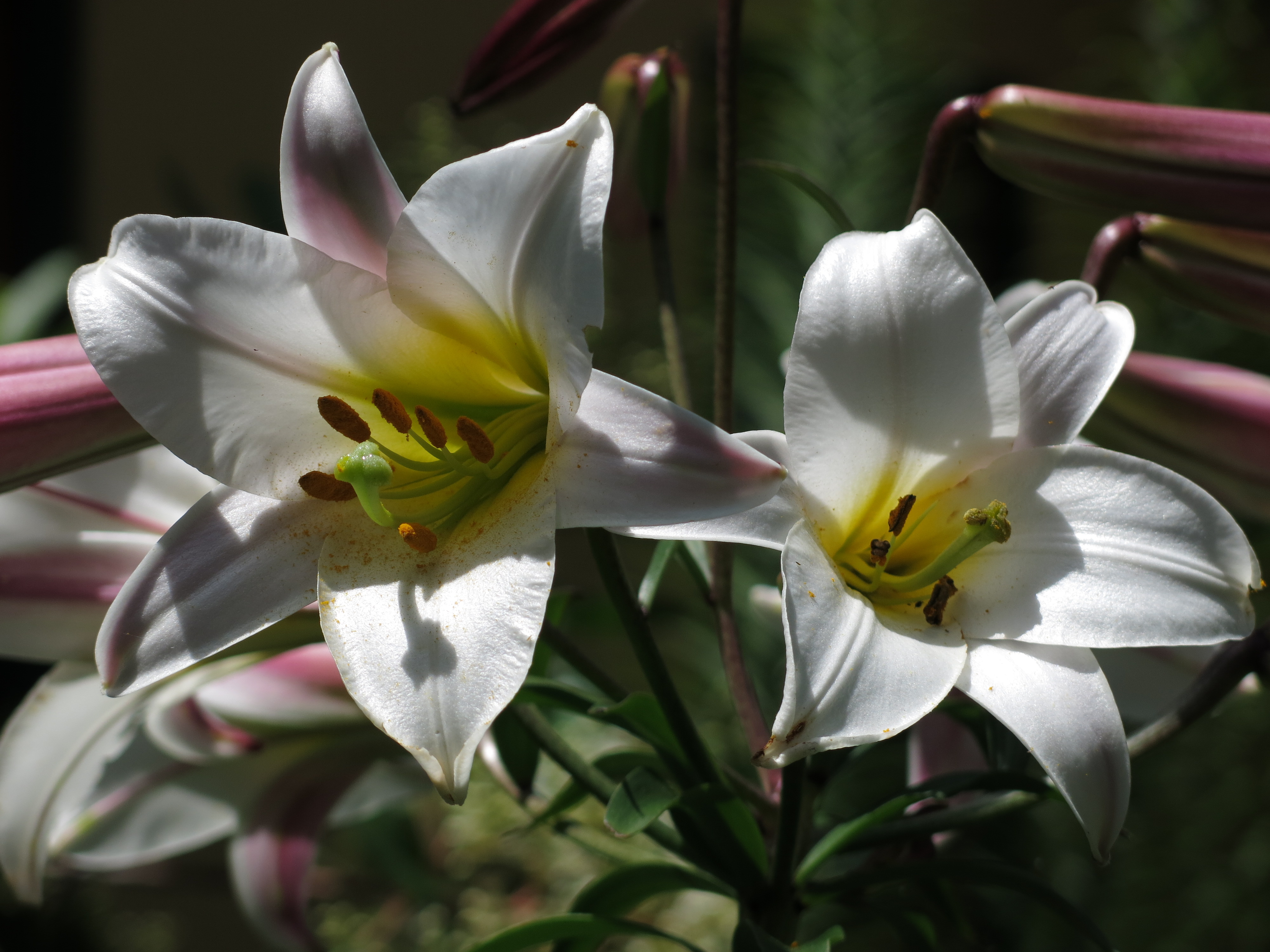
Königs-Lilie (Lilium myriophyllum)

Gleichzeitig konnte sie 1916 zum ersten Mal aus zwei Lilienarten, der Königs-Lilie Lilium regale und Lilium sargentiae, eine Lilie züchten, die sie George C. Creelman nannte nach dem Präsidenten des Ontario Agricultural College. Sie erlangte dadurch internationale Anerkennung und wurde 1916 die erste professionelle Hybridistin in Kanada. Diese Lilie war die erste Hybridlilie, die sich gut für das kanadische Klima eignete, und sie erhielt 1934 von der Royal Horticultural Society einen Award of Merit. Die Nachfrage nach Zierpflanzen war nach dem Ersten Weltkrieg hoch. Pflanzenzüchter verwendeten die Creelman-Lilie, um weitere Hybriden herzustellen, die in Europa und Australien gepflanzt wurden. Trotz der Beliebtheit der Creelman-Lilie verschwand die Sorte in den 1940er Jahren aus der kanadischen Gartenwelt. 2016 wurden in Ontario vier Pflanzen entdeckt, die ursprünglich vom Ontario Agricultural College stammten, als die Lilien dort gezüchtet wurden. 
1920 musste Preston trotz dieses Erfolges auf der Central Experimental Farm (CEF) in Ottawa zunächst als Tagelöhnerin arbeiten, da die kanadische Regierung Frauen im Staatsdienst diskriminierte. Ihre Arbeit wurde von hier von dem Landschaftsgärtner W.T. Macoun bemerkt und ihr wurde die Position einer Spezialistin für Ziergartenbau angeboten. Sie war die erste Person, die sich ausschließlich auf die Zucht von Zierpflanzen konzentrierte, und sie teilte ihr Wissen mit Hobbygärtnern und professionellen Gärtnern und gab regelmäßig Führungen durch die Ziergärten der Central Experimental Farm. Hier begann sie mit der Hybridisierung von Flieder. Sie wählte und kreuzte Wildarten aus China, um kanadaharte Hybriden zu produzieren. Diese wurden ihr zu Ehren Syringa prestoniae genannt. 1922 beriet sie Premierminister William Lyon Mackenzie King bei der Landschaftsgestaltung auf seinem Anwesen in Kingsmere im Gatineau Park.
Preston arbeitete mit sechs verschiedenen Pflanzen: Lilien, Flieder, Rosen, Akeleien, Sibirische Schwertlilie und Holzapfel. Sie entwickelte über 200 einzelne Hybriden. Mit Ausnahme der Akelei kreuzte sie jeweils vorhandene Sorten, um krankheitsresistente Sorten mit vielen schönen Blüten zu produzieren. Sie benannte ihre dunkelroten Lilien nach Stenographen der Horticultural Society, ihre Holzäpfel nach kanadischen Seen, ihre sibirischen Schwertlilien nach kanadischen Flüssen, ihre Rosen nach indigenen Völkern und Flieder nach Shakespeares Heldinnen.
Sie entwickelte viele der 125 verschiedenen Stämme in der Fliedersammlung der Central Experimental Farm. 1946 beendete sie ihre Tätigkeit an der Central Experimental Farm, fungierte jedoch weiterhin als Beraterin.
Sie schrieb zahlreiche Artikel zu verschiedenen gartenbaulichen Themen und veröffentlichte 1929 Garden Lilies, das erste Buch über den Anbau von Lilien in Kanada.  Während des Zweiten Weltkriegs war sie Beraterin der Royal Canadian Air Force bei Anlagen zur Tarnung von Flugzeughangars. Nach ihrem Tod wurden 139 ihrer Garten- und Pflanzenbücher sowie ihre persönlichen Archive an die Royal Botanical Gardens Library in Hamilton (Ontario) gespendet.

## Ehrungen und Auszeichnungen
Preston wurde als Königin des Ziergartenbaus gefeiert und eine neue hybride Fliederart, Syringa prestoniae, wurde ihr zu Ehren benannt. 2005 schuf die Central Experimental Farm in Ottawa die Preston Heritage Collection. Im Februar 2007 veröffentlichte die Canada Post zwei neue Briefmarken mit einer von Preston entwickelten Sorte. Sie war Mitorganisatorin der North American Lily Society. Die Isabella Preston Trophy wurde von der North American Lily Society in Anerkennung ihrer Arbeit ins Leben gerufen. Sie erhielt Auszeichnungen von vielen kanadischen und internationalen Gartenbaugesellschaften, darunter lebenslange Mitgliedschaften von der Massachusetts Horticultural Society und der Canadian Iris Society. Zu ihren Auszeichnungen zählen: 
- 1938: Veitch Memorial Medal, Royal Horticultural Society, London
- 1947: Jackson Dawson Medal, Massachusetts Horticultural Society
- 1950: Lytell Cup, Lily Committee, Royal Horticultural Society
- 1961: E.H. Wilson Memorial Award, North American Lily Society